# 李石 (金朝)
李石（？—1176年），字子坚，辽阳府渤海人，金朝大臣。
辽国桂州观察使李雏讹只的儿子。金睿宗貞懿皇后的弟弟，金世宗的舅舅。

## 传记
金太宗天会二年（1124年），被授为世袭谋克，为行军猛安。天会八年（1132年）历任礼宾副使、洛苑副使。金熙宗天眷元年（1138年），为汴京都巡检使。历任大名府少尹、汴京马军副都指挥使、景州刺史。完颜亮营建燕京，受命护皇城端门。任兴中府少尹，后来称病回乡。完颜亮南征宋朝，完颜雍留守东京辽阳府，李石助外甥登基为金世宗。
大定元年（1161年）以定策之功为户部尚书，参知政事。他力排众议，请求世宗还是以中都为首都。称据腹心之地号令天下，建万世之业。大定三年（1163年）为御史大夫，封道国公。大定六年（1166年）金世宗巡查西京，让李石守卫中都。大定七年（1167年），拜司徒，兼太子太师，御史大夫。他少年家貧，他的姐姐（貞懿皇后）周济他。他说国家用人之际，正需自勉，何患于贫。中年掌权之后，却为官贪鄙，多占谷米。在李石没有显贵时，有人得罪了他。李石显贵后，这人害怕报复。李石不念旧恶待之甚厚。安化军节度使徒单子温是平章政事徒单合喜的侄子，贪赃不法，李石弹劾他，说正为天下奸污者未尽诛者奏。大定十年（1170年），任太尉、尚书令，进封平原郡王。大定十四年（1174年），以太保致仕，进封广平郡王。死后谥号襄简。

## 家庭
- 高祖父：李仙寿
- 曾祖父：李參君，追贈司空、潞國公
- 祖父：李波，追贈司徒、衛國公
- 父：李雏讹只，辽国桂州观察使，追贈金太尉、隋國公[1]
- 姐：李氏，完颜宗尧的侧室，完颜雍即位后，尊谥生母贞懿皇后
- 子：李献可，字仲和
  - 孙：李道安，官至符宝郎
- 子：李逵可

## 传記資料
- 《金史》 列传第二十四

1. ↑  《金史》卷64：贈后曾祖參君司空、潞國公，祖波司徒、衛國公，父雛訛只太尉、隋國公。